# Bob Myers
Robert Michael Myers, detto Bob (Danville, 31 marzo 1975), è un dirigente sportivo ed ex cestista statunitense, dal 2012 al 2023 general manager dei Golden State Warriors in NBA.

## Carriera
Dopo aver vinto il titolo NCAA 1995 con gli UCLA Bruins, sotto la guida di Jim Harrick, diventa procuratore sportivo, ruolo ricoperto per 14 anni con varie agenzie: tra i giocatori da lui assistiti si ricordano Brandon Roy, Tyreke Evans e Kendrick Perkins. Il 14 aprile 2011 viene nominato vice general manager dei Golden State Warriors, squadra per cui ha fatto il tifo fin da bambino, venendo promosso l'anno successivo. Sotto la sua direzione la franchigia californiana ha conquistato quattro campionati, nel 2015 (primo successo per la squadra da 40 anni), nel 2017, nel 2018 e nel 2022; nelle stesse stagioni ha vinto il premio di NBA Executive of the Year Award.

## Palmarès

### NCAA
- Campionato NCAA: 1

UCLA Bruins: 1995

### NBA

#### General Manager
- Campionato NBA: 4

Golden State Warriors: 2015, 2017, 2018, 2022
- NBA Executive of the Year: 2

2015, 2017